# Neuenkirchen-Vörden
Neuenkirchen-Vörden is een gemeente in de Duitse deelstaat Nedersaksen. Deze gemeente maakt deel uit van het Landkreis Vechta. Neuenkirchen-Vörden telt 8.937 inwoners.

## Indeling van de gemeente
| Ortsteil      | Oppervlakte                                   |
| ------------- | --------------------------------------------- |
| Neuenkirchen  | 05,37 km² (3.266 inwoners)                    |
| Bieste        | 06,72 km² (163 inw.)                          |
| Nellinghof    | 10,23 km² (488 inw.)                          |
| Grapperhausen | 09,58 km² (910 inw.)                          |
| Wenstrup      | 07,00 km² (112 inw.)                          |
| Vörden        | 14,71 km² (2.980 inw.)                        |
| Hinnenkamp    | 11,58 km² (219 inw.)                          |
| Campemoor     | 15,95 km² (219 inw.)                          |
| Hörsten       | 09,70 km² (566 inw.)                          |
| Totaal        | 90,84 km²; 8.923 inwoners per 31 januari 2020 |

## Geografie, infrastructuur

### Ligging
De gemeente Neuenkirchen- Vörden ligt aan een zuidwestelijke uitloper van de  fraaie, tot 140 m hoge, deels beboste heuvelrug Dammer Berge. Iets ten westen van Neuenkirchen- Vörden liggen de Ankumer Höhe en de Alfsee. Ten oosten van Vörden ligt een drassig gebied dat bekendstaat als het Große Moor.  Ten noordoosten daarvan ligt het Naturpark Dümmer met daarin het grote recreatiemeer, de Dümmer.

### Naburige gemeenten
- Holdorf
- Damme, beide in de Landkreis Vechta
- Bohmte
- Ostercappeln
- Rieste
- Gehrde
- Bramsche, alle vijf in de Landkreis Osnabrück.

### Verkeer
Neuenkirchen-Vörden ligt vlak bij afrit 67 van de A 1. Neuenkirchen ligt ten westen en Vörden ten oosten van de Autobahn. De A1 is op deze plaats vanwege de 2 rijbanen niet tegen het verkeersaanbod opgewassen zodat de gemeente veelvuldig in de verkeersberichten wordt genoemd. Vlak bij de A1 afritten ligt een ARAL-Autohof met een groot fastfoodrestaurant. Ook het bij Osnabrückers populaire recreatiegebied Alfsee, in de gemeente Samtgemeinde Bersenbrück, bereikt men via Neuenkirchen, en dan 8 km westwaarts.
In Neuenkirchen ligt een spoorweghalte, die ieder uur door stoptreinen van de NordWestBahn wordt aangedaan. Dit station ligt aan de spoorlijn Osnabrück-Bremen. Het stationsgebouw heeft een andere bestemming gekregen.

## Economie
De dienstensector is de belangrijkste economische factor in de gemeente. Neuenkirchen-Vörden beschikt over een aantal onder de naam Clemens August werkzame instellingen voor geestelijke gezondheidszorg en over een afkickkliniek voor mannelijke verslaafden.

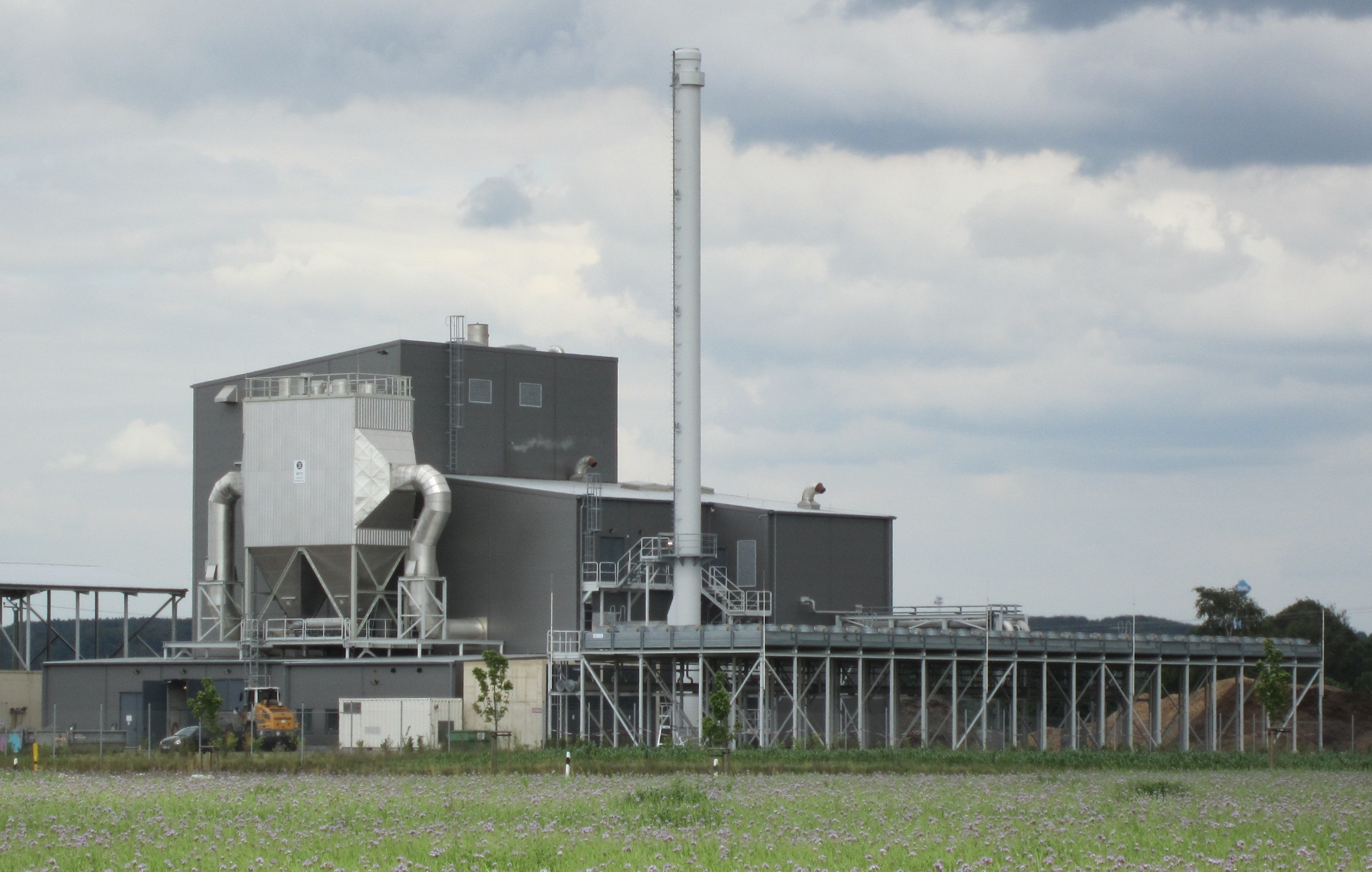
Biomassa-centrale Rieste
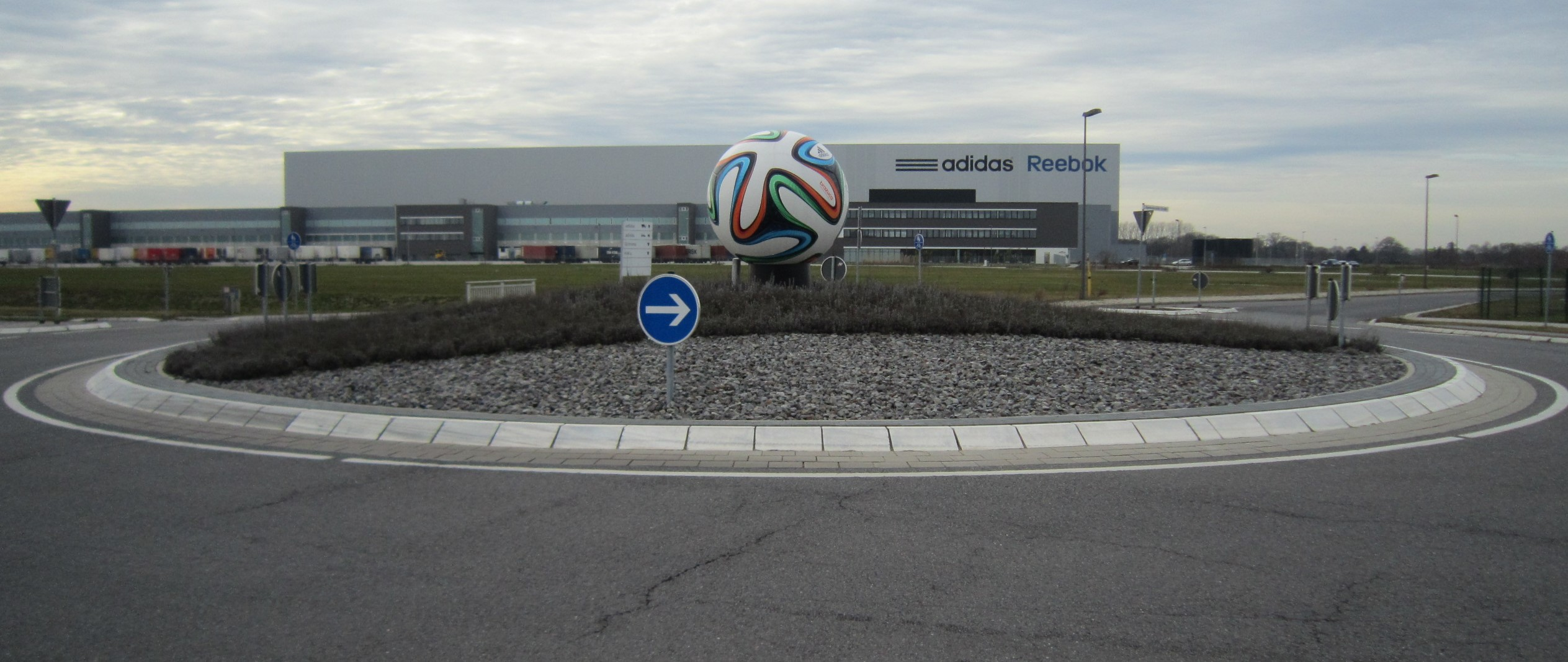
Adidas-gebouwen Rieste

Een moderne ontwikkeling is het, na volledige ingebruikneming, 4 km² grote bedrijventerrein Niedersachsenpark, rondom afrit 67 van de A1. Het ligt grotendeels in de gemeente Rieste en voor een klein deel in de gemeente Neuenkirchen-Vörden  halverwege de nieuwe haven van Wilhelmshaven, JadeWeserPort, en het Ruhrgebied. Dit is ontwikkeld door de Niedersachsenpark GmbH, waarvan vier gemeentes in de regio en enige grote aannemers en andere bedrijven aandeelhoudsters zijn. Het is vooral bedoeld voor distributiecentra en logistieke bedrijven.  De benodigde elektriciteit wordt geleverd door een hier in 2010 gevestigde elektriciteitscentrale met biomassa (houtafval) als brandstof. Grote bedrijven, die hier een logistiek centrum hebben, dat geheel Duitsland belevert, zijn o.a. Adidas, Groupe PSA (auto-onderdelen) en de landbouwmachinefabriek Grimme.
Het positieve effect van het Niedersachsenpark op de werkgelegenheid in de regio is tamelijk beperkt. Met name Adidas is in de jaren-2010 bekritiseerd, omdat het er overwegend flexwerkers en uitzendkrachten uit Oost-Europa te werk stelt.  Ter compensatie van negatieve effecten voor het milieu heeft de overheid enige landbouwpercelen in naburige gemeentes opgekocht en met gemengd bos beplant. Nabij het bedrijvenpark is een extra afrit 67a van de Autobahn gepland.

## Geschiedenis
De nederzetting Neuenkirchen-Vörden stamt vermoedelijk al uit de 11e eeuw. In de tijd van de middeleeuwen en in de renaissance werden in het gebied talrijke geschillen tussen  de prinsbisdommen Osnabrück en Münster uitgevochten.
De nederzettingen rondom Vörden zijn nog ouder en bestonden oorspronkelijk uit nederzettingen in Hinnenkamp en Hörsten. Dwars door de gemeente loopt de oude regiogrens tussen de gebieden onder invloed van de Saksen en van de Franken. Vörden behoorde bij het Saksische Dersagau.
Een document uit het jaar 785 bericht over een veldtocht van Karel de Grote in het gebied; hierbij werden grote verwoestingen aangericht. De eerste officiële vermelding van Vörden dateert uit 1341 toen in Vörden een middeleeuwse burcht werd gebouwd.
Vanaf 1867 hoorde Vörden tot de landkreis Bersenbrück. In de huidige tijd werd Vörden echter door een gebiedsherziening van de landkreis Osnabrück uit 1974 samen met de gemeentes Hinnenkamp en Hörsten ingedeeld in de landkreis Vechta. 
Neuenkirchen-Vörden is een samensmelting van de gemeentes Neuenkirchen, Vörden en de gehuchten Hinnenkamp en Hörsten.
De bevolking van Vörden wilde eigenlijk aangesloten blijven bij de landkreis Osnabrück, maar dit was in tegenspraak met de door de wet bindend gemaakte afspraken, en dit werd in 1992 nog eens door het Bundesverfassungsgericht bevestigd. Daarom werd de gemeente Neuenkirchen waarbij ook Vörden hoorde, hernoemd in „Neuenkirchen-Vörden“. Hiermee werd de gelijkwaardigheid van de gemeentedelen onderstreept en werd ook een beter onderscheid gemaakt tussen de talrijke gelijknamige gemeenten in Duitsland.

### Militaire activiteiten in NAVO-verband[4]
Vörden kreeg vanaf het begin van de jaren zestig te maken met een aantal grote veranderingen. Ter versterking van de NAVO-luchtverdediging begon in 1959 de opbouw van de geleide wapengordel in Centraal-Europa en werd de Eerste Groep Geleide Wapens (1GGW) opgericht. Deze eenheid van de Koninklijke Luchtmacht werd geplaatst in de toenmalige Bondsrepubliek Duitsland. 1GGW (later 12 GGW) bestond uit vier operationele geleide-wapeneenheden, die waren uitgerust met de door de Verenigde Staten ter beschikking gestelde Nike Hercules luchtdoelraketten; het 118e squadron was een van de vier operationele eenheden en werd gelegerd in Vörden. De komst van enkele honderden Nederlandse militairen en hun gezinnen betekende een welkome economische impuls. Door de gedeeltelijk nucleaire taak die 118 Sqn had, werden er ook Amerikaanse militairen ondergebracht. Vanwege bezuinigingen werd de Nederlandse basis in 1988 opgeheven.

## Bezienswaardigheden
- De voornaamste bezienswaardigheid van de gemeente is het natuurschoon in de omgeving. Aan de oostkant strekt zich de tot 146 m hoge heuvelrug Dammer Berge uit. Enkele heuvels in het gemeentegebied zijn ruim 100 meter hoog, zoals de Dreesberg. De gemeente stelt diverse wandel- en fietsroutes via haar website ter beschikking.
- Ook in het hoogveenreservaat Campemoor is een educatieve wandelroute (Moorlehrpfad) uitgezet. In het verleden is het gelijknamige dorpje als veenkolonie ontstaan in het ontgonnen deel van dit veengebied.
- Een groot deel van het culturele leven van de gemeente speelt zich af in het voormalige stationsgebouw aan de zuidoostkant van Neuenkirchen. Dit Kulturbahnhof is uitgebreid met o.a. een ruimte voor lezingen, tentoonstellingen en muziek- en toneeluitvoeringen, vaak in het plaatselijke dialect.
- Vörden beschikt over twee kleine musea:
  - het Ackerbürgerhaus in het dorpscentrum bij de kerk (streekmuseum), op 1 zondagmiddag per maand geopend
  - de museumslagerij Schlachtereimuseum, alleen op afspraak geopend.

## Afbeeldingen

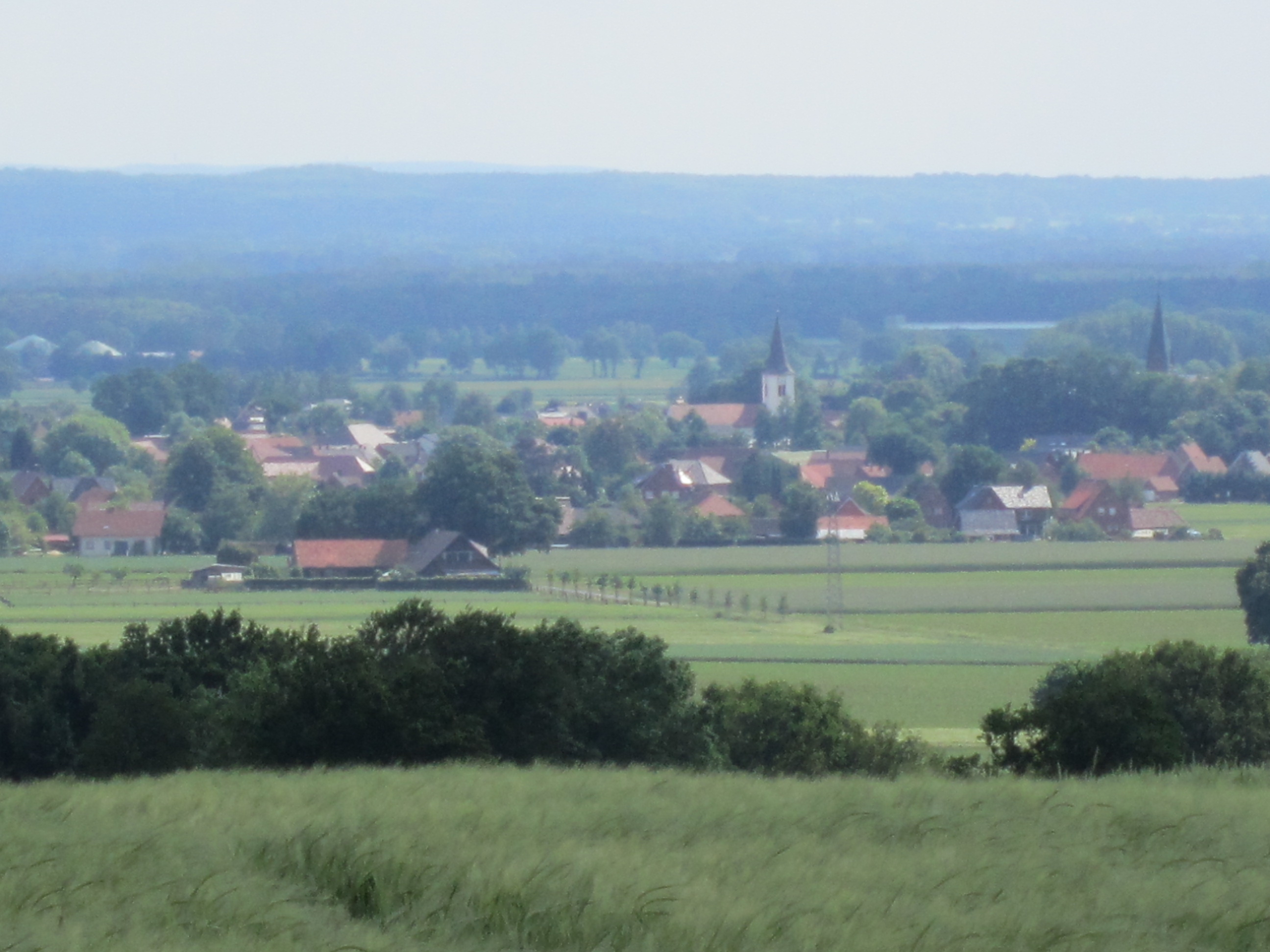
Gezicht op Vörden vanaf de ruim 100 m hoge Dreesberg
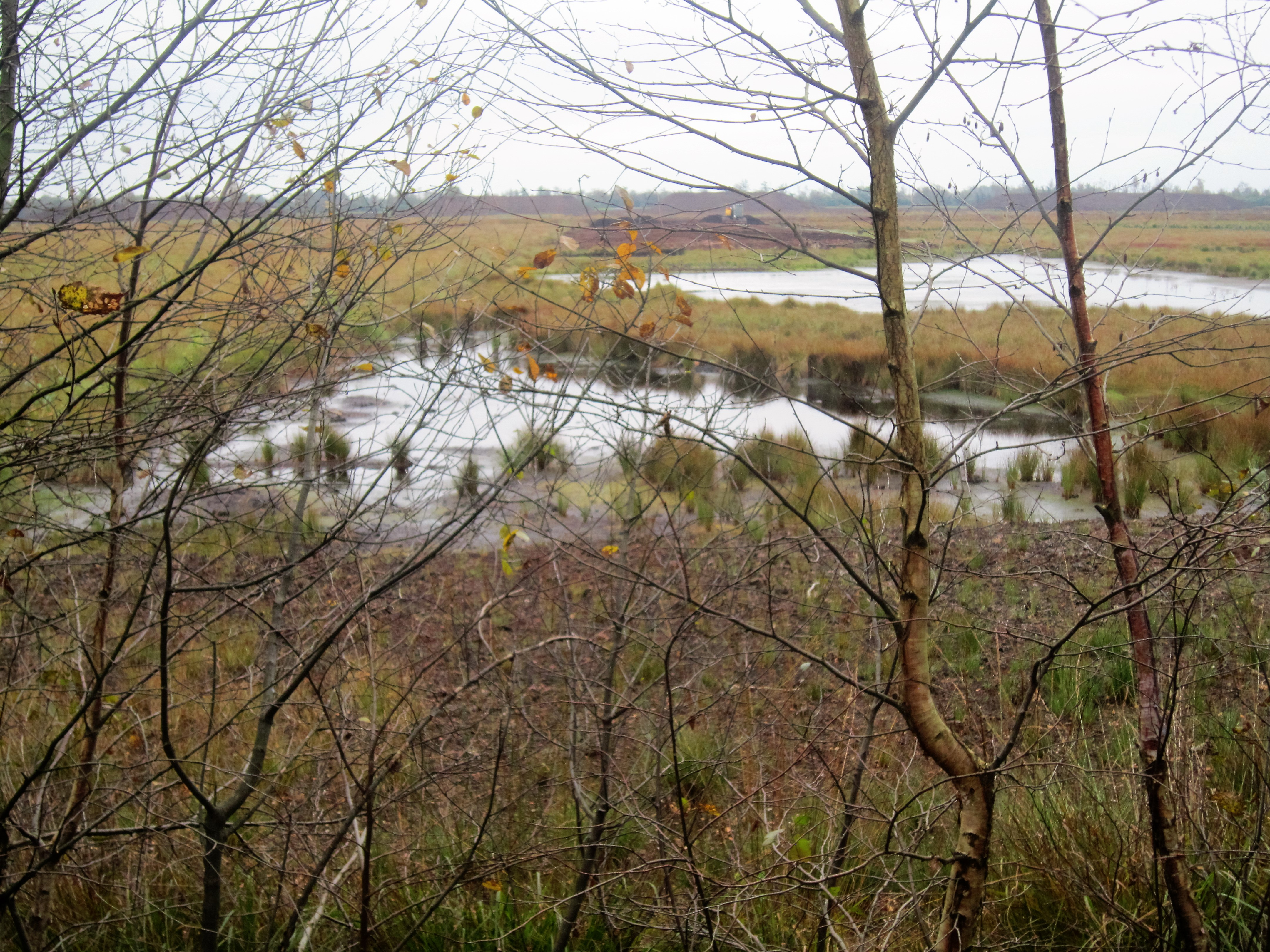
Campemoor